# Spravazdača 1994-2004
Spravazdača 1994-2004 (Звіт 1994-2004) — збірка білоруського гурту «N.R.M.», видана 2004 року як підсумок десятиріччя існування гурту. Окрім виданих пісень на диску були два нові твори: 10 і Rok-n-roł nie ŭratuje. Диск було представлено у двох версіях — срібній та золотій, причому на останній було видано два додаткових треки (Dzie toje słova? i Zombi). 

## Композиції
1. 10
2. Rok-n-roł nie ŭratuje
3. Lohkija-lohkija
4. Chavajsia ŭ bulbu
5. Jura, jołki-pałki, Kola!
6. Try čarapachi
7. Katuj-ratuj
8. My zhaviem niakiepska
9. Pavietrany šar
10. Pieśni pra kachańnie
11. Kumba
12. Partyzanskaja
13. Pieśnia padziemnych žycharoŭ
14. Odzirydzidzina
15. ŁaŁaŁa
16. Biełyja lebiedzi
17. Byvaj!

### Бонуси
1. Dzie toje słova? (лише на золотій версії)
2. Zombi (лише на золотій версії)

## Склад
- Лявон Вольскі: спів, гітара, губна гармоніка
- Піт Павлов: гітара, вокал
- Юрась Левков: бас-гітара
- Олег Демидович: барабани